# Peter Arundell
Peter Arundell, britanski dirkač Formule 1, * 8. november 1933, Ilford, Essex, Anglija, Združeno kraljestvo, † 16. junij 2009.
Peter Arundell je upokojeni angleški dirkač Formule 1, ki je vso svojo kariero dirkal v moštvu Lotus. Debitiral je v sezoni 1963, ko je dobil priložnost le na dirki za Veliki nagradi Francije, kjer pa ni niti štartal. Toda že na naslednjih dveh dirkah za Veliko nagrado Monaka in Nizozemske v naslednji sezoni 1964 je dosegel dve zaporedni tretji mesti, kar sta zanj edini uvrstitvi na stopničke v karieri. Točke je osvojil tudi na četrti dirki sezone za Veliko nagrado Francije, ko je bil četrti. Po sezoni premora se je vrnil v Formulo 1 v sezoni 1966, ko je dosegel še svojo zadnjo uvrstitev v točke s sedmim mestom na Veliki nagradi ZDA, kajti po tej sezoni ni nikoli več dirkal v Formuli 1.

## Popolni rezultati Formule 1
(legenda) (odebeljene dirke pomenijo najboljši štartni položaj, poševne pa najhitrejši krog, †-uvrščen kljub odstopu)
| Leto | Moštvo     | Šasija   | Motor     | 1     | 2       | 3       | 4       | 5       | 6     | 7     | 8     | 9     | 10  | Prv | Toč |
| ---- | ---------- | -------- | --------- | ----- | ------- | ------- | ------- | ------- | ----- | ----- | ----- | ----- | --- | --- | --- |
| 1963 | Team Lotus | Lotus 25 | Climax V8 | MON   | BEL     | NIZ     | FRA DNS | VB      | NEM   | ITA   | ZDA   | MEH   | JAR | -   | 0   |
| 1964 | Team Lotus | Lotus 25 | Climax V8 | MON 3 | NIZ 3   | BEL 9   | FRA 4   | VB      | NEM   | AVT   | ITA   | ZDA   | MEH | 8.  | 11  |
| 1966 | Team Lotus | Lotus 43 | BRM H16   | MON   | BEL DNS | FRA Ret |         |         |       |       |       |       |     | 17. | 1   |
| 1966 | Team Lotus | Lotus 33 | BRM V8    |       |         |         | VB Ret  | NIZ Ret | NEM 8 | ITA 8 |       | MEH 7 |     | 17. | 1   |
| 1966 | Team Lotus | Lotus 33 | Climax V8 |       |         |         |         |         |       |       | ZDA 6 |       |     | 17. | 1   |